# Wohn- und Geschäftshaus Schillerstraße 7

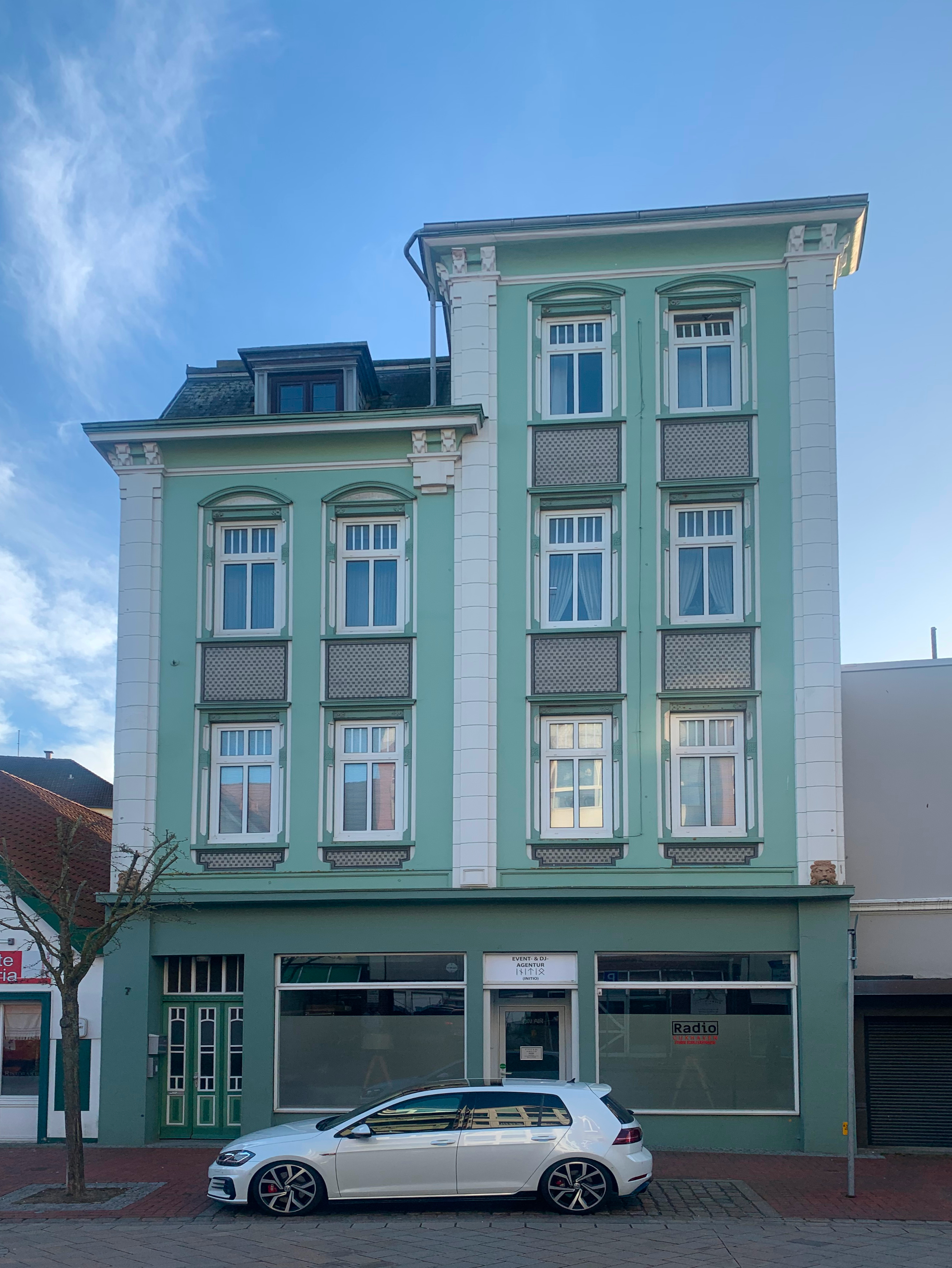
Haus Schillerstraße 7

Das Wohn- und Geschäftshaus Schillerstraße 7 in der niedersächsischen Kreisstadt Cuxhaven im Landkreis Cuxhaven stammt vom Anfang des 20. Jahrhunderts. Aktuell (2024) wird es für Wohnungen und Läden genutzt.
Das Gebäude steht unter Denkmalschutz (siehe auch Liste der Baudenkmale in Cuxhaven).

## Geschichte und Beschreibung
Die Schillerstraße im Lotsenviertel – eine Fußgänger- und Einkaufsstraße – führt in Ost-West-Richtung. Hafennah wohnten hier früher bevorzugt Lotsen und Familien mit Seefahrtsberufen. 2010 wurde die Schillerstraße verkehrsberuhigt ausgebaut.
Das drei- und viergeschossige traufständige verputzte Gebäude mit schiefergedecktem Mansarddach und rechtem Seitenrisalit wurde 1908 nach Plänen von J. Wendt gebaut. Die Fassade wurde straßenseitig gestaltet und gegliedert mit den Läden im Erdgeschoss, in den Obergeschossen mit den Lisenen mit Konsolen zum überstehenden Traufgesims, mit den geschmückten Putzrahmungen der Fenster und Brüstungen.

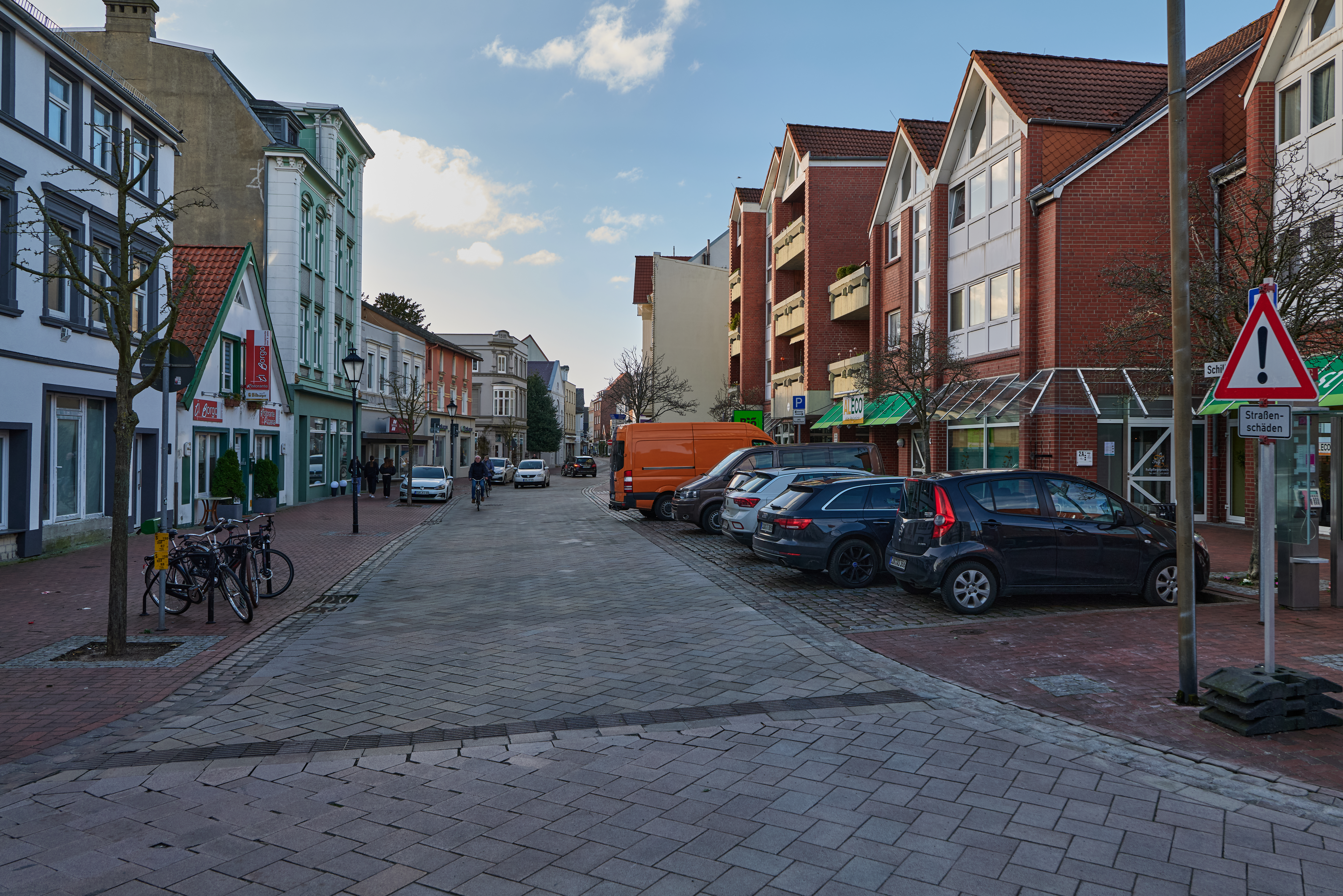
Schillerstraße Nr. 7, drittes Haus links

Das Landesdenkmalamt befand u. a.: „Mit der Errichtung mehrgeschossiger Wohn-/Geschäftshäuser wurde das bis dahin kleinmaßstäbliche Bild der Schillerstraße nach 1900 bis zum Ersten Weltkrieg einem deutlichen Wandel unterzogen.“